# 호로카나이정
호로카나이정(일본어: 幌加内町)은 일본 홋카이도 가미카와 종합진흥국 관내 서부에 있는 정이다. 원래는 옛 소라치 지청 관할이었으나, 인접하는 가미카와 관내와의 관계가 깊어 2010년 4월 1일에 지청이 진흥국으로 개편됨과 동시에 가미카와 종합진흥국 관할로 이동했다.
이름은 정의 남부를 흐르는 호로카나이강에서 유래하였다. 호로카나이강은 아이누어의 호로카나이(horka-nay, 모강(母江)의 방향과는 역방향으로 흐르는 강)에서 유래했다고 여겨진다(호로카나이강의 모강은 우류강). 홋카이도에서 가장 인구가 적은 정이며, 인구밀도는 일본에서 제일 낮다. 시정촌 전체에서도 히노에마타촌에 이어 밑에서 2위이다.

## 지리
가미카와 관내의 최서부에 위치하며 남북으로 긴 지형으로 사방이 산으로 둘러싸여 있다. 정 북부에는 일본 최대의 인공 호수인 슈마리나이호가 있고, 여기서 이시카리강 수계인 우류강이 남하한다.
매우 추운 지역으로 1978년 2월 17일에는 정 북부 모시리의 호쿠다이 연습림에서 전후 일본 최저 기온인 -41.2°C를 기록했다. 참고로 최저 기온의 일본 기록은 인접하는 비후카정의 -41.5°C이다. 또 슈마리나이 지구에서는 -20°C 이하인 날이 홋카이도 내에서도 매우 많은 편이다.
| 호로카나이정의 기후                                          | 호로카나이정의 기후 | 호로카나이정의 기후 | 호로카나이정의 기후 | 호로카나이정의 기후 | 호로카나이정의 기후 | 호로카나이정의 기후 | 호로카나이정의 기후 | 호로카나이정의 기후 | 호로카나이정의 기후 | 호로카나이정의 기후 | 호로카나이정의 기후 | 호로카나이정의 기후 | 호로카나이정의 기후 |
| 월                                                           | 1월                 | 2월                 | 3월                 | 4월                 | 5월                 | 6월                 | 7월                 | 8월                 | 9월                 | 10월                | 11월                | 12월                | 연간                |
| ------------------------------------------------------------ | ------------------- | ------------------- | ------------------- | ------------------- | ------------------- | ------------------- | ------------------- | ------------------- | ------------------- | ------------------- | ------------------- | ------------------- | ------------------- |
| 역대 최고 기온 °C (°F)                                       | 6.1 (43.0)          | 8.1 (46.6)          | 11.8 (53.2)         | 24.3 (75.7)         | 32.3 (90.1)         | 36.0 (96.8)         | 37.3 (99.1)         | 36.5 (97.7)         | 31.5 (88.7)         | 25.2 (77.4)         | 18.9 (66.0)         | 10.8 (51.4)         | 37.3 (99.1)         |
| 일평균 최고 기온 °C (°F)                                     | −3.9 (25.0)         | −2.7 (27.1)         | 1.7 (35.1)          | 8.4 (47.1)          | 16.7 (62.1)         | 21.7 (71.1)         | 25.2 (77.4)         | 25.4 (77.7)         | 21.0 (69.8)         | 13.9 (57.0)         | 5.2 (41.4)          | −1.7 (28.9)         | 10.9 (51.6)         |
| 일일 평균 기온 °C (°F)                                       | −8.4 (16.9)         | −7.7 (18.1)         | −3.0 (26.6)         | 3.2 (37.8)          | 10.5 (50.9)         | 15.7 (60.3)         | 19.7 (67.5)         | 20.0 (68.0)         | 15.3 (59.5)         | 8.4 (47.1)          | 1.5 (34.7)          | −5.2 (22.6)         | 5.8 (42.5)          |
| 일평균 최저 기온 °C (°F)                                     | −14.5 (5.9)         | −14.5 (5.9)         | −9.2 (15.4)         | −2.2 (28.0)         | 4.5 (40.1)          | 10.5 (50.9)         | 15.1 (59.2)         | 15.5 (59.9)         | 10.1 (50.2)         | 3.3 (37.9)          | −2.4 (27.7)         | −9.8 (14.4)         | 0.5 (33.0)          |
| 역대 최저 기온 °C (°F)                                       | −36.1 (−33.0)       | −37.6 (−35.7)       | −31.4 (−24.5)       | −19.3 (−2.7)        | −4.8 (23.4)         | −0.4 (31.3)         | 4.3 (39.7)          | 5.1 (41.2)          | −0.1 (31.8)         | −7.1 (19.2)         | −21.7 (−7.1)        | −32.6 (−26.7)       | −37.6 (−35.7)       |
| 평균 강수량 mm (인치)                                        | 120.9 (4.76)        | 97.3 (3.83)         | 80.3 (3.16)         | 63.4 (2.50)         | 81.0 (3.19)         | 71.1 (2.80)         | 144.2 (5.68)        | 161.4 (6.35)        | 169.3 (6.67)        | 161.0 (6.34)        | 182.7 (7.19)        | 171.3 (6.74)        | 1,503.9 (59.21)     |
| 평균 강설량 cm (인치)                                        | 278 (109)           | 231 (91)            | 181 (71)            | 48 (19)             | 1 (0.4)             | 0 (0)               | 0 (0)               | 0 (0)               | 0 (0)               | 4 (1.6)             | 157 (62)            | 326 (128)           | 1,226 (482)         |
| 평균 강우일수                                                | 22.1                | 18.6                | 17.3                | 12.1                | 11.6                | 9.6                 | 11.1                | 12.1                | 14.1                | 17.6                | 21.3                | 25.2                | 192.7               |
| 평균 강설일수                                                | 22.1                | 19.2                | 17.1                | 6.3                 | 0.2                 | 0                   | 0                   | 0                   | 0                   | 0.6                 | 11.2                | 23.3                | 100                 |
| 평균 월간 일조시간                                           | 42.4                | 56.0                | 102.7               | 146.3               | 182.4               | 161.1               | 151.8               | 146.1               | 140.9               | 109.8               | 46.0                | 22.1                | 1,307.6             |
| 출처: 일본 기상청 (평년값: 1991년~2020년, 극값: 1977년~현재) |                     |                     |                     |                     |                     |                     |                     |                     |                     |                     |                     |                     |                     |

## 역사
- 1918년 - 우류군 가미호쿠류촌(현 누마타정)에서 분리되어 호로카나이촌이 되었다.
- 1923년 - 2급 정촌제를 시행했다.
- 1959년 - 정으로 승격해 호로카나이정이 되었다.
- 2010년 - 가미카와 종합진흥국으로 관할이 이동했다.

## 경제
기간산업은 농업(벼농사, 밭농사), 낙농이다. 메밀소바의 산지로 알려져 있고 작부 면적·수확량 모두 일본 제일이다.

## 교통

### 도로
- 국도 239호선
- 국도 275호선(일본어판)